# Saturninia
La saturninia (gen. Saturninia) è un mammifero insettivoro estinto, appartenente ai nittiteriidi. Visse tra l'Eocene medio e l'Oligocene inferiore (circa 45 - 30 milioni di anni fa) e i suoi resti fossili sono stati ritrovati in Europa.

## Descrizione
Questo animale doveva essere simile a un toporagno, sia come aspetto che come dimensioni. È noto principalmente per numerosi fossili di denti, mascelle e mandibole. I denti sono dotati di estremità pigmentate. Il margine inferiore della mandibola non era concavo come quello dei soricidi attuali, ma pressoché rettilineo. Il foro mentale posteriore era in posizione piuttosto avanzata, e si apriva al di sotto del terzo premolare. I tre incisivi superiori possedevano una notevole cuspide principale e una piccola cuspide posteriore. Il quarto premolare superiore era molariforme, e i molari superiori erano sprovvisti di mesostilo. L'ipocono era ben sviluppato, tranne che sul terzo molare superiore. La mandibola era dotata di un primo incisivo molto ridotto, seguito da un incisivo sporgente all'infuori, dal bordo superiore dentellato, molto meno sviluppato rispetto a quello degli attuali lipotifli. I premolari erano semplici e dotati di due radici; il quarto premolare era molariforme e i molari possedevano un tallonide basso.

## Classificazione
Il genere Saturninia venne descritto per la prima volta da Stehlin nel 1940. La specie tipo è Saturninia gracilis, i cui fossili sono stati ritrovati in Francia e in Svizzera in terreni dell'Eocene superiore e in Belgio in terreni dell'Oligocene inferiore. Altre specie appartenenti a questo genere sono Saturninia beata (Eocene superiore della Francia), S. carbonum (Eocene medio della Germania), S. intermedia (Eocene medio della Francia), S. mamertensis (Eocene medio di Francia e Inghilterra), S. tuberi (Oligocene della Francia).
Saturninia è stato  considerato un insettivoro appartenente ai soricidi, ma successivi studi hanno indicato la sua appartenenza ai nittiteriidi (Nyctitheriidae), un gruppo di mammiferi del Paleogene dalla collocazione sistematica incerta.